# Гамбит Тарраша
Гамби́т Та́рраша — гамбитное продолжение в защите Тарраша после ходов: 
1. d2-d4 d7-d5 
2. c2-c4 e7-e6 
3. Кb1-c3 c7-c5 
4. c4:d5 e6:d5 
5. d4:c5 d5-d4 
6. Kc3-a4 b7-b5.
Дебют назван по имени известного шахматиста и теоретика конца XIX — начала XX вв. Зигберта Тарраша.
Чёрные жертвуют пешку, получая взамен хорошую фигурную игру и создавая препятствия для развития сил соперника. Возможное продолжение: 7. c5:b6 a7:b6 8. b2-b3 Kb8-f6 со сложной борьбой.

## Примерная партия
Ашукин — Глинский, 1982, СССР (по переписке)
1. d2-d4 d7-d5 2. c2-c4 e7-e6 3. Кb1-c3 c7-c5 4. c4:d5 e6:d5 5. d4:c5 d5-d4 6. Kc3-a4 b7-b5 7. c5:b6 a7:b6 8. b2-b3 Kg8-f6 9. e2-e3 Cc8-d7 10. Фd1:d4 Kb8-c6 11. Фd4:b6 Cf8-b4 12. Cc1-d2 Cb4:d2+ 13. Крe1-d2 Kf6-e4+ 0-1 Возможное продолжение: 14. Крd2-e1 Фd8-f6, и белые несут существенные потери.